# Odontogena keratocista
Odontogene keratociste (OKC) su ciste iz grupe odontogenih cisti specifične histološke građe, izrazito agresivnih karakteristika, dugotrajnog asimptomatskog rasta i razvoja sa visokom tendencijom recidiviranja ako se adekvatno i pravovremeno ne odstrane.
Ako se odontogena keratocista pojavi na mestu gde u vilici nedostaje zub, to može biti jasan znak od kojeg se zuba razvila. Ako pak nastane u vilici, a pri tome postoje svi zubi, tada postoji mogućnost razvoja ove ciste iz prekobrojnog zubnog zametka.
Često se nalazi na mestu nerazvijenog umnjaka u donjoj vilici, iii na uzlaznom kraku donje vilice. Čine 3–11% svih cista vilice.

## Istorija
Odontogene keratociste (OKC), koje je prvi opisao Philipsen 1956.godine, kao benigne lezije odontogenog porekla koje karakteriše agresivno ponašanje sa relativno visokom stopom recidiva i čine oko 10% svih cista vilice.

## Klasifikacija
U najnovijem (4.) izdanju SZO klasifikacije tumora glave i vrata objavljenoj u januaru 2017. godine, konsenzus grupa je zaključila da, u ovom trenutku, nema dovoljno dokaza koji podržavaju neoplastično porijeklo ove cistične lezije i da potrebna su dalja istraživanja. Shodno tome, naziv OKC je ponovo umetnut, zamjenjujući termin keratocistični odontogeni tumor (KCOT) koji je uklonjen iz klasifikacije. Stoga se odontogene keratociste (OKC) danas smatraju benignim cistama odontogenog porijekla koje čine oko 10% svih odontogenih cista.

## Epidemiologija
Morbiditet
Odontogene keratociste predstavljaju približno 10% odontogenih cista. Prisustvo više OKC-a, koje se takođe javljaju u različitim trenucima tokom života pacijenata, tipično je povezano sa sindromom karcinoma nevoidnih bazalnih ćelija (NBCCS), takođe poznatim kao Gorlin-Goltzov sindrom, autosomno dominantnom multisistemskom bolešću. Kod ovih pacijenata, srednja dob incidencije opada na oko 25 godina.
Starsot
Prijavljena starosna distribucija je znatno široka (od 8 do 82 godine), sa vrhuncem incidencije u trećoj deceniji života.
Polne razlike
Većina odontogenih cista je pokazala blagu prevagu kod muškaraca.

## Etiopatogeneza
Odontogene keratociste nastaju proliferacijom zubne gredice ili njeninih ostataka, koji prema pretpostavci većina autora, trebalo bi da bude potpuno okružene koštanim tkivom. Postoji još jedna pretpostavka o njihovom nastanku, po kojoj drugi autori smatraju da nastaju iz bazalnih ćelija sluzokože usne duplje.
Mogu se javiti sporadično ili u sklopu Gorlin-Goltzova sindroma. Najveća im je učestalost pojavljivanja u mladih ljudi od 20.–30. godine života. Najčešće se otkrivaju slučajnim radiološkim pregledom nakon rutinskog snimanja čeljusti iz drugih razloga. 
Iako ponekad dolazi do pojave boli, oticanja, curenja gnoja ili, retko, do neuroloških simptoma poput parestezije donje usne ili zuba, pacijenti počinju osjećati promenu tek kada je cista dostigla značajnu veličinu i/ili ponekad zahvatila maksilarni sinus ili uzlazni krak. 

### Histologija
Histološki, OKC nastaju iz dentalne lamine i sačinjavaju ih cistični prostor koji sadrži deskvamirani keratin, obložen ujednačenim parakeratiziranim pločastim epitelom od 5 do 10 slojeva ćelija, sa izrazitim bazalnim slojem palisadnih stubastih ili kockastih ćelija, čije jezgro je vertikalno orijentisano. Interfejs sa susednim vezivnim tkivom je normalno ravan sa potencijalom za pupljenje bazalnog sloja i formiranje malih satelitskih cista. Mitotička aktivnost je veća od ostalih cista odontogenog porekla.
- Histološki prikaz OKC
- Srednje uvećanje odontogene keratociste koja pokazuje preklopljenu cistu.
- Srednje uvećanje odontogene keratociste
- Veliko uvećanje odontogene keratociste.

### Ekspanzija ciste
Ekspanzija odontogene keratociste je najčešće uočljiva tek kada dođe do: njenog pucanja ili perforacije kroz bukalnu stranu gornje vilice ili lingvalne strane donje vilice, što uzrokuje klinički izraažen fluktuirajući otok. Svojim intenzivnim prodornim rastom keratociste može dovesti do resorpcije okolnog tkiva, probijanja kost, da bi u okolnom mekom tkivu uzrokovala stvaranja epidermoidne ciste kao zasebne tvorevine. Zbog takvog rasta kost nema dovoljno vremena za odlaganje novog matriksa pa ponekad nastaju fenestracije na lingvalnoj strani donje vilice. Bukalne fenestracije donje vilice su retke jer je debljin kosti koja treba biti resorbovana znažajno veća.
Odontogene keratociste svojim rastom mogu uzrokovati razmicanje susednih zuba i resorpciju korenova, što rezultuje klimanjem i ispadanjem zuba. 

### Pojava recidiva
Uz kontinuirani prodorni rast glavna karakteristika odontogenih keratocista je i učestala pojava recidiva nakon hirurške terapije. Razlog tome mogu biti: 
- nepotpuno uklanjanje ciste,
- zaostajanje epitelnih ostrvaca,
- pojava satelitnih cista u okolnom vezivnom tkivu,
- proliferacija ćelija bazalnog sloja epitela usne šupljine.[21]

Učestalost recidiva kreće se od 12—63%, zavisno od podataka iz različitih studija. Veće stope recidiva prijavljene su kod pacijenata zahvaćenih sindromom karcinoma nevoidnih bazalnih ćelija i kod multilokularnih lezija.
Na razliku u pojavu recidiva utiču velike različitosti u tehnici hirurških metoda i različitog vremena praćenja pacijenta nakon hirurške terapije.  Vrsta operacije možda nije jedini faktor i neki autori smatraju da recidiv može biti povezan s biološkom prirodom same lezije i ekspresijom proliferativnih markera kao što je Ki-67.
Većina recidiva javlja se nakon konzervativnih tretmana jednostavne enukleacije lezije.

## Dijagnoza
Odontogene keratociste rentgenološki mogu biti unilokularne ili multilokularne, kao okrugla ili ovalna oštro ograničena prosvjetljenja u gornjoj ili donjoj vilici.  Tipična radiološke karakteristike odontogenih keratocista nisu potpune za postavljanje sigurne dijagnoze jer ostale lezije vilice mogu ponekad pokazivati slične radiološke promene pa je za preciznu dijagnostiku potrebna i potvrda histološkim nalazom.

### Panoramska radiografija
Panoramska radiografija je ravan prikaz zakrivljenih površina maksilarnih i mandibularnih zubnih lukova i pomaže u preliminarnoj proceni lokacije, veličine, oblika, rubova i proširenja odontogenih lezija, kao što su OKC. Međutim, ova radiografska tehnika ima ograničenu ulogu jer pruža dvodimenzionalni prikaz maksilofacijalnih struktura uz povećanje, geometrijsku distorziju i preklapanje. Stoga, da bi se prevazišla ograničenja panoramske radiografije, često je potreban trodimenzionalni modalitet snimanja za preoperativno planiranje, posebno kod većih lezija.
Radiografski, OKC se pojavljuju kao dobro definisana unilokularna ili multilokularna radiolucencija ograničena kortikiranim rubovima. Unilokularne lezije su dominantne, dok se multilokularna varijanta uočava u približno 30% slučajeva, najčešće u donjoj čeljusti.   Na panoramskoj radiografiji, mandibularni unilokularni OKC mogu pokazati male i nepotpune septa unutar lezija; ovaj nalaz je češći kod većih nego kod manjih OKC.
- Panoramska radiografija odontogenih keratocista
- Klasični keratocistični odontogeni tumor
- Masivni keratocistični odontogeni tumor.

Radiografske karakteristike OKC nisu patognomonične, posebno kod manjih unilokularnih lezija. Kada se mali unilokularni OKC pojavi u prednjem sekstantu maksile, može simulirati druge odontogene i neodontogene ciste, kao što su radikularna cista, lateralna parodontalna cista ili nazopalatinska cista.
Veliki OKC mandibule imaju tendenciju da rastu pretežno uz dužini deo kosti uz minimalnu buko-lingvalnu ekspanziju, posebno unutar tela. Na panoramskoj radiografiji, ovaj neobičan obrazac rasta može odrediti ekstenzivnu radiolucentnu leziju sa značajnim meziodstalnim dimenzijama i bez značajne ekspanzije korteksa. Sa druge strane, veliki maksilarni OKC pokazuju značajno proširenje alveolarne kosti i imaju tendenciju da zahvate susedne strukture. Posebno, kada maksilarni OKC potiče iz molarnog regiona, često se vidi proširenje u maksilarni sinus.
Radiografski, OKC mogu pokazati pomeranje zuba i resorpciju korena; ovaj poslednji nalaz je neuobičajena radiografska karakteristika OKC, sa prijavljenom incidencom koja varira od 1,3 do 11%. U literatura je objavljeno da perforacija kortikalne kosti nije neobična karakteristika OKC, sa intraoperativnom incidencom koja varira od 39 do 51%. Međutim, ovaj nalaz se vrlo retko otkriva na panoramskoj radiografiji i u načelu je ograničen na alveolarni greben.

### Konusna i multidetektorska kompjuterska tomografija
U kliničkoj rutini postoje dve glavne CT tehnike koje se obično koriste za procenu maksilofacijalnih bolesti: 
- CT konusnog zraka (CBCT)

- multidetektorski CT (MDCT).

Oba CT modaliteta se obično smatraju adekvatnima za dijagnosticiranje OKC i preoperativno planiranje, zbog njihove sposobnosti da generišu visokokvalitetne slike multiplanarne rekonstrukcije (MPR) u različitim ravnima. Osim toga, korišćenjem namenskog softvera za rekonstrukciju zubnih lukova (DentaScan), trodimenzionalni skup podataka proizveden od strane oba modaliteta može se dalje obraditi u MPR snimcima koji su ili paralelni (panoramski) ili vertikalni (poprečni presek) na krivinu alveolarne kosti. Ove MPR slike visoke rezolucije omogućavaju trodimenzionalni prikaz čeljusti i pružaju detaljne informacije o OKC-u i njegovom odnosu sa okolnim strukturama.  
Glavna prednost koja čini CBCT posebno atraktivnom tehnikom u evaluaciji maksilarnih i mandibularnih lezija je njena veća prostorna rezolucija u odnosu na MDCT. Nasuprot tome, glavni nedostatak CBCT-a je loša rezolucija kontrasta, koja nije prikladna za razlikovanje kontrasta mekih tkiva. Dakle, CBCT nije u stanju da proceni proširenje u meka tkiva i isključuje mogućnost injekcije kontrastnog sredstva.. U procjeni OKC-a, CBCT se smatra efikasnijim za demonstriranje koštanih promjena kortikalnih ploča vilica (bukalni, palatinalni ili lingvalni korteks), dok je MDCT efikasan u proceni unutrašnje gustine i proširenja u meko tkivo.
Kao i kod panoramske radiografije, CT je u stanju da prikaže glavne radiološke karakteristike OKC-a, kao što su veličina, oblik (hidraulični ili scalopirani), ivice (dobro definisane i kortikirane), unutrašnji izgled (uni- ili multilokularni) i efekti na susedne strukture (pomak zuba, resorpcija korijena, elevacija dna maksilarnog sinusa, donji pomak mandibularnog kanala). Osim toga, CT pokazuje i druge karakteristike OKC-a, kao što su koštane promene (širenje u bukoliingvalnom/palatalnom smeru i erozija), unutrašnja gustina i proširenje u meko tkivo.
Stoga se CT smatra superiornijim od konvencionalne radiografije u razlikovanju OKC-a od drugih unilokularnih ili multilokularnih osteolitičkih lezija i u preoperativnoj proceni.
U mandibuli, OKC imaju tendenciju da rastu pretežno meziodistalno duž dužine kosti, uzrokujući minimalno širenje bukalne i lingvalne kortikalne ploče. Međutim, u nekim slučajevima, OKC se može proširiti i erodirati korteksa..

### Magnetna rezonanca
U proceni cističnih lezija čeljusti, MRT se uglavnom izvodi kao komplementarna tehnika CT-u (CBCT ili MDCT), i može biti korisna u odabranim slučajevima da pruži bolji prikaz unutrašnjih karakteristika i zahvaćenost mekih tkiva 
OKC obično pokazuju različit intenzitet signala na MRT slikama, koji odražavaju materijale sadržane unutar lezija. Oni su predstavljeni velikom količinom keratina koji je ponekad povezan sa hijalinskim telima u prisustvu upale.
MRT sa difuzijsko-ponderisanim imidžingom (akronim DWI) i izračunatim prividnim koeficijentom difuzije (ADC) je osetljiv na fiziološke parametre kao što su celularnost tkiva, promer jedra i citoplazme i integritet ćelijskih membrana, čime se pružaju informacije o mikrostrukturi živih tkiva. DWI može biti koristan kao pomoćno sredstvo za diferencijaciju između OKC-a i drugih odontogenih tumora, koji mogu imati preklapajuće nalaze na slikama na konvencionalnim MRI sekvencama.

## Terapija
Terapiju ciste određuje njena etiologija i patologija, što s jedne strane znači da treba snabdeti ili odstraniti zub uzročnik, a s druge strane da treba odstraniti elemente koji spajaju cističnu tečnost u zatvorenu šupljinu ciste. Prema načinu lečenja terapija se formalno deli na terapiju hemijskim sredstvima i hiruršku terapiju.
Različite hirurške opcije, uključujući enukleaciju samu ili povezanu s dodatnim merama (ostektomija, Carnoyev rastvor, krioterapija), marsupijalizaciju i dekompresiju, marginalnu ili segmentalnu resekciju.
Zbrinjavanje OKC-a ima za cilj smanjenje rizika od recidiva uz istovremeno minimiziranje morbiditeta za pacijenta. U ovom trenutku ne postoji konsenzus o najboljem modalitetu liječenja.
U izboru prikladnijeg tretmana učestvuju različiti faktori, uključujući veličinu i lokaciju lezije, unilokularnost ili multilokularnost, prisustvo kortikalne perforacije ili zahvaćenosti mekog tkiva i starost pacijenta.
U sistematskom pregledu literature, Johnson et al. pokazalo je da je enukleacija povezana s najvećom stopom recidiva od oko 30%, nakon čega sledi samo marsupijalizacija (otprilike 18% stopa recidiva). 
Povezanost enukleacije lezije sa dodatnom tehnikom hemijske kauterizacije sa Carnoy-ovim rastvorom, mešavinom hloroforma, apsolutnog etanola, glacijalne sirćetne kiseline i gvožđe hlorida, značajno je smanjila stope recidiva na oko 8%.
Hirurška resekcija, marginalna i segmentalna, povezana je s najnižom stopom recidiva, ali se zbog morbiditeta ne preporučuje kao primarni modalitet lečenja i trebala bi biti rezervisana za ponovno lečenje pacijenata koji pate od višestrukih ponavljajućih lezija.